# Rosa Florián Cedrón
Rosa Madeleine Florián Cedrón (Contumazá, 18 de mayo de 1969) es una profesora, abogada y política peruana. Fue congresista de la república por Cajamarca en 2 periodos y alcaldesa de la provincia de Contumazá desde 1999 hasta el 2001.

## Biografía
Nació en la provincia de Contumazá, ubicado en el departamento de Cajamarca, el 18 de mayo de 1969. Es hija de Víctor Raúl Florián Alva y de Enma Rosa Cedrón Cabanillas.
Cursó sus estudios primarios y secundarios en su localidad natal. Entre 1988 y 1991, realizó sus estudios técnicos de docencia en educación primaria en el Instituto Superior Pedagógico Fidel Zárate Plasencia y, entre 2006 y 2012, estudios la carrera de Derecho en la Universidad Femenina del Sagrado Corazón en la ciudad de Lima. Magister en Resolución de Conflictos egresada en la Universidad San Martín de Porres

## Carrera política
Rosa Florián incursiona en el ámbito político cuando es nombrada en el cargo de prefecta de la Región Nor Oriental del Marañon en 1997.

### Alcaldesa de Contumazá
En las elecciones de 1998, postuló a la alcaldía de la provincia de Contumazá por el movimiento fujimorista Vamos Vecino y resultó elegida como alcaldesa para el periodo municipal 1999-2002. Estuvo al mando municipal hasta que presentó su carta de renuncia al cargo con miras a las elecciones generales del año 2001.

### Congresista de la República
En el año 2000, Florián decide afiliarse al Partido Popular Cristiano y luego en el 2001 postuló al Congreso de la República en representación de Cajamarca por la alianza Unidad Nacional de Lourdes Flores. Culminando los comicios, Rosa Florián resultó elegida como congresista de la república, obteniendo 24,263 votos, para el periodo parlamentario 2001-2006.
Durante su primera gestión congresal ejerció como vicepresidenta de la Comisión de Descentralización y de la Comisión de Defensa. También presidió la Comisión de Gobiernos Locales.
Tras culminar su primer periodo parlamentario, Florián intentó ser reelegida en el cargo en las elecciones parlamentarias del 2006, logrando tener éxito con 12,072 votos para periodo 2006-2011.
En 2006 fue elegida como vicepresidenta de la Comisión de Fiscalización y en 2007 como presidenta de la Comisión de Descentralización. Posteriormente en el año 2009, fue anunciada como candidata de la oposición a la presidencia del Congreso de la República y compitió junto a Luis Alva Castro quien era el candidato oficialista del Partido Aprista Peruano. Finalizando la elección, Alva Castro resultó ganador con la mayoría de votos del parlamento.
En enero del 2011, Florián renunció al Partido Popular Cristiano debido a conflictos internos en el partido, sin embargo, decidió continuar en la bancada de Unidad Nacional como independiente.
Durante el gobierno del presidente Ollanta Humala, Florián fue designada en el cargo de la Secretaría de Coordinación de la presidencia del Consejo de Ministros el 4 de noviembre del 2011 y en agosto del 2012 estuvo como Secretaria de Descentralización de la PCM hasta el 2013. Sin embargo, terminó por renunciar en 2014 tras haber sido denunciada de utilizar fondos públicos para su candidatura al Gobierno Regional de Cajamarca.
En las elecciones regionales del 2014, fundó el Movimiento de Integración Regional y decidió postular a la presidencia del Gobierno Regional de Cajamarca. Durante la campaña electoral, fue denunciada de haber copiado el plan de gobierno de la expresidenta chilena, Michelle Bachelet. Culminando las elecciones, su candidatura quedó en el quinto lugar de las preferencias.